# Hitman 2 (gra komputerowa 2018)
Hitman 2 – komputerowa gra akcji wyprodukowana przez duńskie studio IO Interactive. Gra została wydana 13 listopada 2018 roku przez Warner Bros na platformę PC, PlayStation 4 oraz Xbox One. Gra należy do serii Hitman. Produkcja kontynuuje wątek z Hitman z 2016 roku, który zakończono w 2021 roku wydaniem Hitman 3. 

## Rozgrywka
Rozgrywka w Hitman 2 jest podobna do tej z poprzedniej części, będącą przygodową grą akcji opartą na skradaniu. Gracz kontroluje Agenta 47, zabójcę kontraktowego pracującego dla Międzynarodowej Agencji Kontraktowej (ICA), z perspektywy trzeciej osoby, który podróżuje on do różnych miejsc na całym świecie, aby wyeliminować zlecane cele. W grze dostępnych jest osiem misji, które osadzone są w różnych lokacjach. Każda z nich daje wiele możliwości zabicia celu, jednak najlepiej oceniane są ciche zabójstwa. Za wykonanie zadań gracz otrzymuje punkty doświadczenia. Awansując na wyższy poziom można odblokować takie rzeczy jak nowa broń, nowa pozycja startowa na mapie czy trucizna.

## Odbiór
Edmond Tran z GameSpot pozytywnie ocenił grę, pisząc Hitman 2 jest znanym doświadczeniem, ale w tym świecie znajomość jest niesamowitą siłą. Tran pochwalił możliwość importowania poziomów z poprzedniej gry, a także ich nowe możliwości takie jak lustra w których przeciwnik może zobaczyć agenta 47. Nick Statt z The Verge pochwalił grę i napisał, że jest to najbardziej dopracowana i satysfakcjonująca gra z serii, określając ją bezbłędnym wykonaniem. Zdaniem Statta główny wątek fabularny nie jest wyjątkowy, ale pojedyncze historie w misjach wypadają dużo lepiej. Redaktor zauważył też odwołanie do współczesnych obaw takich jak sztuczna inteligencja czy konfliktów na Bliskim Wschodzie.